# 反恐精英：专业版
《反恐精英专业版》（Counter-Strike Professional Mod，简称CSPromod或CSP）是由一些CS玩家组成的开发组 CSPTeam 根据《反恐精英》1.6版本，并使用Source引擎所开发出的一款游戏。
在当今时代，《反恐精英》1.6 版的画质已经不是很好；而《反恐精英：起源》的操作性和地图又不尽适合电子竞技。而反恐精英专业版的出现，提供了一个弥补了前两者缺点的解决方案。
反恐精英专业版旨在结合《反恐精英》1.6和《反恐精英：起源》的优点，并且是拥有自定义功能的反恐精英版本。通过游戏的 1.6 操作性和起源的画面，开发组希望藉由专业版让反恐精英回到竞技游戏的顶峰。
由于游戏实质上是由开发组的程序员使用Visual Studio对整个游戏从底层进行重新编码来仿照《反恐精英》1.6，因此游戏实际上并不算是一个游戏模组（Mod）。目前，游戏因版权冲突原因已停止维护。

## 历史
《反恐精英专业版》制作开始于 2006 年第一季度，目标是制作一个“重新制作的反恐精英版本”，以 CS Source 的画面去模仿 CS1.6 的游戏性。由于该项目的开发难度，开发过程中前九个月有两次必须彻底重新开始制作，而每次都换了一个主程序员。2006 秋天的时候换了一个主程序员后重新开始，2007 年初在 Kevin “arQon” Blenkinsopp 的带领下才初现雏形。
2007 年 10 月《反恐精英专业版》发布 1.0 测试版，结果用户反响相当不满，之后的几个版本的反应也是很差。直至 1.04 版，才获得了多数用户的认可。
2013 年 12 月，CSPromod官方称因在地图名称、布局与引擎版权方面无法与Valve进行妥协，CSPromod已停止更新。自此，开发了5年的CSPromod就此落幕。

## 运动系统
整个运动系统由开发组自行使用Visual Studio进行编码，完全仿照《反恐精英》1.6 的运动系统。因此目前从第一人称上进行游戏时，尚感觉游戏的运动方式与《反恐精英》1.6 相似度较高。

## 模型
在目前的版本中，开发组已开始对人物模型和枪支模型进行修正。在 Beta 1.05 版中已有仿照 1.6 样式的人物模型，但是这些模型目前遭受的非议较大。因此开发组后来着手制作新的人物模型，适用于 1.10 版本的模型泄露图已出现。

## 枪支/弹道
由于《反恐精英：起源》中的枪支弹道与《反恐精英》1.6版中的枪支弹道相差甚远，因此开发组重新对既定的枪支进行了弹道函数的编制。但是就目前来说，同时玩过《反恐精英》1.6版和《反恐精英：起源》很长时间的玩家才会认为CSPromod的弹道与《反恐精英》1.6版弹道相仿，仅仅玩过《反恐精英》1.6版的玩家则认为CSPromod的弹道与《反恐精英》1.6版的弹道仍然相差甚远。

目前版本的CSPromod仅包含以下枪支。
- USP
- Glock
- Deagle
- MP5
- Galil
- Famas
- AK-47
- M4A1
- SG552
- AUG
- Scout
- AWP

## 材质贴图
目前 CSPromod 所使用的材质和贴图，有相当一部分属于开发组自行制作的材质和贴图，其余的仍然是借用了《反恐精英：起源》中的材质和贴图。不过在尚未公布的新版 CSPromod 中将会存在更多的由开发组自行制作的材质和贴图。

## 音效
CSPromod目前所使用的大部分音效为《反恐精英：起源》中的音效，仅有少数音效为原创。CSPromod 在未来会自行制作音效，但这对于 CSPTeam 在目前来说不是主要任务。

## 地图
由于《反恐精英：起源》中的地图与《反恐精英》1.6 版中的地图相差甚远，次世代版本中的地图加入了诸多的对玩家较有影响的诸如油桶、瓶子等物体，因此开发组将对所有的电子竞技大赛的比赛地图进行重新制作。
目前版本的CSPromod主要包含以下地图。
- csp_aim_akcolt
- csp_aim_arena
- csp_aim_awp
- csp_aim_pistol
- csp_aztec
- csp_dust2
- csp_inferno
- csp_lite
- csp_nuke
- csp_season
- csp_train

## 界面
CSPromod 的界面已与《反恐精英》1.6 或是《反恐精英：起源》相比均有较大的改观了。左上角的地图缩略图中可包含玩家名称，左下角或右下角的 HP、护甲、子弹数均同时以数字和长条的方式显示，同时能在 HP 上方实时显示所持有的手雷、闪光弹和烟雾弹。时间两边现在添加了该服务器中依然存活的玩家数量，双方各自显示。另外，C4 图标、拆弹器图标等一系列图标也都进行了重新制作。